# NFL Assistente Allenatore dell'anno
L'NFL Assistant Coach of the Year è il trofeo assegnato dall'Associated Press al miglior assistente-allenatore della stagione nella National Football League. Il premio è stato assegnato a partire dalla stagione 2014.

## Selezione
Il vincitore viene scelto da un giuria composta da 50 giornalisti sportivi che seguono regolarmente la National Football League, selezionati dall'Associated Press in modo da coprire uniformemente tutti i media (carta stampata, televisione, radio e web) e che raccontino la NFL su base nazionale, ossia non avendo conoscenza specifica di una singola squadra ma dell'intero campionato.
Il premio viene conferito nel corso della cerimonia annuale degli NFL Honors che si tiene nei giorni precedenti il Super Bowl.

## Albo d'oro

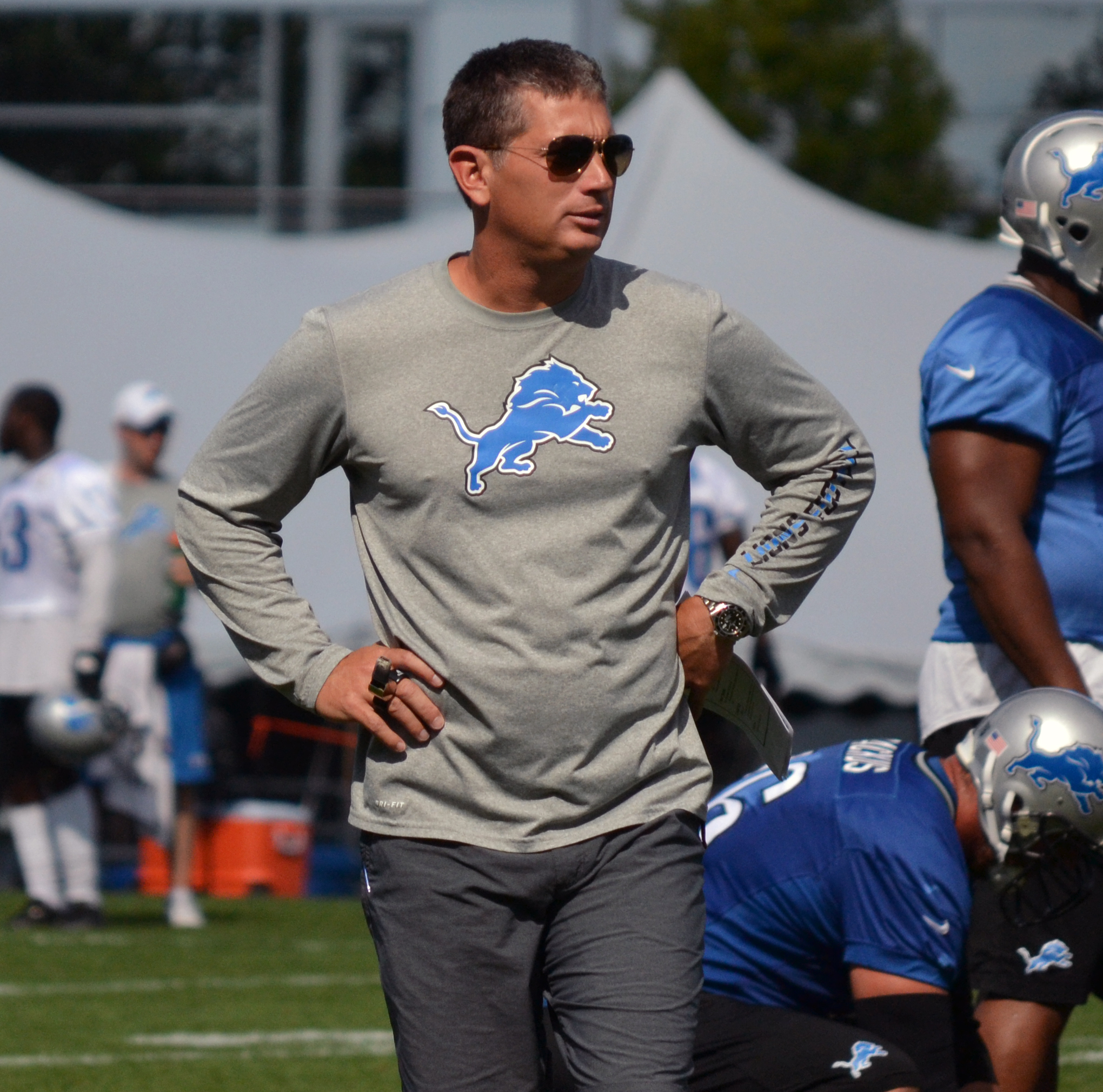
Jim Schwartz premiato per la stagione 2023

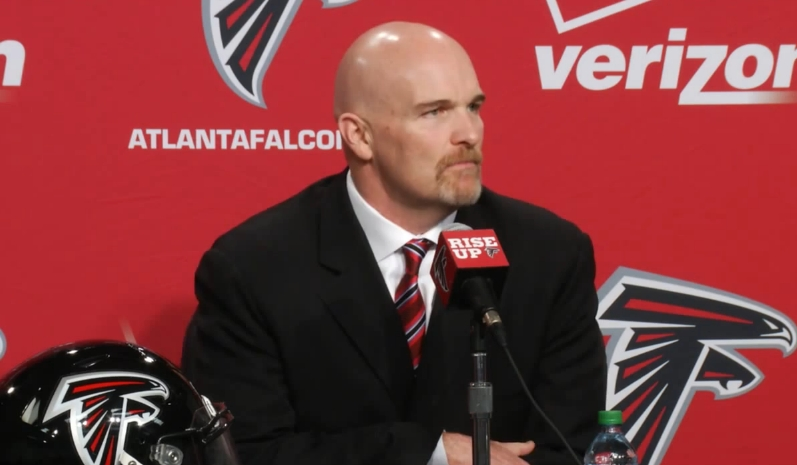
Dan Quinn vincitore per la stagione 2021

| Stagione | Vincitore     | Ruolo                     | Squadra             | Record | Note   |
| -------- | ------------- | ------------------------- | ------------------- | ------ | ------ |
| 2014     | Todd Bowles   | Coordinatore della difesa | Arizona Cardinals   | 11-5   | [ 3 ]  |
| 2015     | Wade Phillips | Coordinatore della difesa | Denver Broncos      | 12-4   | [ 4 ]  |
| 2016     | Kyle Shanahan | Coordinatore dell'attacco | Atlanta Falcons     | 11-5   | [ 5 ]  |
| 2017     | Pat Shurmur   | Coordinatore dell'attacco | Minnesota Vikings   | 13-3   | [ 6 ]  |
| 2018     | Vic Fangio    | Coordinatore della difesa | Chicago Bears       | 12-4   | [ 7 ]  |
| 2019     | Greg Roman    | Coordinatore dell'attacco | Baltimore Ravens    | 14-2   | [ 8 ]  |
| 2020     | Brian Daboll  | Coordinatore dell'attacco | Buffalo Bills       | 13-3   | [ 9 ]  |
| 2021     | Dan Quinn     | Coordinatore della difesa | Dallas Cowboys      | 12-5   | [ 10 ] |
| 2022     | DeMeco Ryans  | Coordinatore della difesa | San Francisco 49ers | 13-4   | [ 11 ] |
| 2023     | Jim Schwartz  | Coordinatore della difesa | Cleveland Browns    | 11-6   | [ 12 ] |
| 2024     | Ben Johnson   | Coordinatore dell'attacco | Detroit Lions       | 15-2   | [ 13 ] |